# Sanatorium miłości
Sanatorium miłości – polski program telewizyjny typu reality show tworzony w formie telenoweli dokumentalnej, prowadzony przez Martę Manowską i emitowany na antenie TVP1 od 20 stycznia 2019.
Wszystkie odcinki programu można oglądać za pośrednictwem Internetu w serwisie TVP VOD. Od 7 października 2020 program dostępny jest również na Netfliksie.
Pomysłodawcami programu są Piotr Poraj-Poleski i Iwona Karpiuk.

## Charakterystyka programu
W programie bierze udział 12 osób – 6 kobiet i 6 mężczyzn w wieku powyżej 60 lat. Uczestnicy przez trzy tygodnie poznają się i wspólnie biorą udział w różnego rodzaju aktywnościach w sanatorium „Równica” w Ustroniu (1. i 2. edycja), w sanatorium w Polanicy-Zdrój (3. i 4. edycja), Busko-Zdrój (5. edycja) lub w Krynicy-Zdroju (6. edycja)

## Uczestnicy

### Seria pierwsza (2019)
Opracowano na podstawie materiału źródłowego.
- Janina „Nina” Busk[b]
- Walentyna Kozioł
- Wiesława Kwiatek[c]
- Joanna Tunney
- Teresa Wąsowicz
- Małgorzata Zimmer
- Marek Jarosz
- Ryszard Kruszelnicki
- Ryszard Lasota
- Cezary Mocek[d]
- Krzysztof Rottbard
- Lesław Sierakowski

### Seria druga (2020)
Opracowano na podstawie materiału źródłowego.

- Bożena Baraniak
- Halina Bernacka
- Barbara Goraj
- Wiesława Judek
- Stanisława „Stenia” Kowalska
- Iwona Mazurkiewicz
- Władysław Balicki
- Waldemar Elbanowski
- Gerard Makosz
- Władysław Pieszko
- Adam Siewierski
- Władysław „Wojtek” Stankiewicz

### Seria trzecia (2021)
Opracowano na podstawie materiału źródłowego.

- Anna Król
- Antoni Andrzej Kuna
- Edward Kubacki
- Halina Jaksa
- Jadwiga Schwebs-Kostkiewicz
- Janina Szulc
- Krystyna Wolfat
- Teresa
- Wiesław
- Władysław Szustorowski
- Zbigniew Zamróz
- Zdzisław Wasiak

### Seria czwarta (2022)
Opracowano na podstawie materiału źródłowego.

- Anna Ziemba
- Mariola Baruk
- Mariola Różalska
- Monika Zajączkowska
- Natalia Jankowska
- Zofia Klawinowska
- Andrzej Kowalski
- Marek Szir
- Piotr Hubert Langfort
- Roman Zagórski
- Piotr Sieroczniewicz
- Andrzej Sikorski

### Seria piąta (2023)
- Adam Malinowski
- Anita Nowicka
- Joanna Dyrkacz
- Bożena Klimaszewska
- Dariusz Kosiec
- Ewa Sitarz
- Iwona Żarnowiecka
- Józef Raciniewski
- Krzysztof Nowakowski
- Urszula Flisek
- Zbigniew Wrzesiński
- Zdzisław Wojtaś

### Seria szósta (2024)
- Maria Oleksiewicz
- Janina Partyczna
- Małgorzata Kaczmarek
- Teodozja
- Elżbieta Urbaniak
- Maria Luiza Szyrocka
- Stanisław Bober
- Andrzej Nowak
- Stefan
- Tadeusz Musiał
- Ryszard
- Zygmunt

## Emisja w telewizji
| Seria | Odcinki                       | Pierwsza emisja telewizyjna (TVP1) | Pierwsza emisja telewizyjna (TVP1) | Pierwsza emisja telewizyjna (TVP1) | Pierwsza emisja telewizyjna (TVP1)    | Pierwsza emisja telewizyjna (TVP1) |
| Seria | Odcinki                       | Sezon                              | Początek emisji                    | Koniec emisji                      | Pora emisji                           | Średnia oglądalność                |
| ----- | ----------------------------- | ---------------------------------- | ---------------------------------- | ---------------------------------- | ------------------------------------- | ---------------------------------- |
| 1.    | 1–10 (10)                     | zima–wiosna 2019                   | 20 stycznia 2019                   | 31 marca 2019                      | niedziela 21.15                       | 3 503 252                          |
| 1.    | wielkanocne odcinki specjalne | wiosna 2019                        | 20 kwietnia 2019                   | 20 kwietnia 2019                   | sobota 20.20                          | 3 503 252                          |
| 1.    | wielkanocne odcinki specjalne | wiosna 2019                        | 21 kwietnia 2019                   | 21 kwietnia 2019                   | niedziela 18.30                       | 3 503 252                          |
| 2.    | 11–20 (10)                    | zima/wiosna 2020                   | 5 stycznia 2020                    | 8 marca 2020                       | niedziela 21.15 (odc. 1–8)            | 3 310 085                          |
| 2.    | 11–20 (10)                    | zima/wiosna 2020                   | 5 stycznia 2020                    | 8 marca 2020                       | niedziela 20.15 (odc. 9–10)           | 3 310 085                          |
| 2.    | odcinek specjalny             | lato 2020                          | 3 sierpnia 2020                    | 3 sierpnia 2020                    | poniedziałek 21.30                    | 3 310 085                          |
| 3.    | 21–30 (10)                    | zima/wiosna 2021                   | 3 stycznia 2021                    | 7 marca 2021                       | niedziela 21.15 (odc. 1–7, 10)        | 3 243 604                          |
| 3.    | 21–30 (10)                    | zima/wiosna 2021                   | 3 stycznia 2021                    | 7 marca 2021                       | niedziela 20.15 (odc. 8–9)            | 3 243 604                          |
| 4.    | 31–40 (10)                    | wiosna 2022                        | 20 marca 2022                      | 15 maja 2022                       | niedziela 21.15 (odc. 1–3, 6–7, 9–10) | 2 351 718                          |
| 4.    | 31–40 (10)                    | wiosna 2022                        | 20 marca 2022                      | 15 maja 2022                       | niedziela 21.40 (odc. 4)              | 2 351 718                          |
| 4.    | 31–40 (10)                    | wiosna 2022                        | 20 marca 2022                      | 15 maja 2022                       | poniedziałek 21.15 (odc. 5)           | 2 351 718                          |
| 4.    | 31–40 (10)                    | wiosna 2022                        | 20 marca 2022                      | 15 maja 2022                       | wtorek 21.15 (odc. 8)                 | 2 351 718                          |
| 5.    | 41–50 (10)                    | zima/wiosna 2023                   | 1 stycznia 2023                    | 5 marca 2023                       | niedziela 21.20                       | 2 370 510                          |
| 6.    | 51–60 (10)                    | wiosna 2024                        | 10 marca 2024                      | 12 maja 2024                       | niedziela 21.20                       | 1 605 188                          |
| 7.    | 61–70 (10)                    | wiosna 2025                        | 2 marca 2025                       | 4 maja 2025                        | niedziela 21.20                       | 1,47 mln                           |
| 7.    | Odcinki specjalne wielkanoc   | wiosna 2025                        | 21 kwietnia 2025                   | 21 kwietnia 2025                   | poniedziałek 21.25                    | 1,47 mln                           |
| 8.    | 71–? (?)                      | 2026                               |                                    |                                    |                                       |                                    |

## Oglądalność
Dane dotyczące oglądalności zostały oparte na badaniach przeprowadzonych przez Nielsen Audience Measurement i dotyczą wyłącznie oglądalności premiery telewizyjnej – nie uwzględniają oglądalności powtórek, wyświetleń w serwisach VOD (np. TVP VOD) itd.
| Odcinek              | Seria                                    | Seria                            | Seria                        | Seria                        | Seria                        | Seria                        | Seria                                |
| Odcinek              | 1.                                       | 2.                               | 3.                           | 4.                           | 5.                           | 6.                           | 7.                                   |
| -------------------- | ---------------------------------------- | -------------------------------- | ---------------------------- | ---------------------------- | ---------------------------- | ---------------------------- | ------------------------------------ |
| 1.                   | 3 564 480 (20 stycznia 2019)             | 2 887 339 (5 stycznia 2020)      | 3 115 895 (3 stycznia 2021)  | 2 278 650 (20 marca 2022)    | 2 021 762 (1 stycznia 2023)  | 1 622 9333 (10 marca 2024)   | (2 marca 2025)                       |
| 2.                   | 3 734 749 (27 stycznia 2019)             | 3 401 520 (12 stycznia 2020)     | 3 229 798 (10 stycznia 2021) | 2 551 130 (27 marca 2022)    | 2 594 676 (8 stycznia 2023)  | 1 636 108 (17 marca 2024)    | (9 marca 2025)                       |
| 3.                   | 3 890 997 (3 lutego 2019)                | 3 481 232 (19 stycznia 2020)     | 3 042 324 (17 stycznia 2021) | 2 653 911 (3 kwietnia 2022)  | 2 416 589 (15 stycznia 2023) | 1 718 118 (24 marca 2024)    | (16 marca 2025)                      |
| 4.                   | 3 339 192 (10 lutego 2019)               | 3 386 418 (26 stycznia 2020)     | 3 388 043 (24 stycznia 2021) | 2 174 704 (10 kwietnia 2022) | 2 304 000 (22 stycznia 2023) | 1 510 057 (1 kwietnia 2024)  | (23 marca 2025)                      |
| 5.                   | 3 367 509 (17 lutego 2019)               | 3 422 518 (2 lutego 2020)        | 3 130 492 (31 stycznia 2021) | 2 509 146 (18 kwietnia 2022) | 2 430 948 (29 stycznia 2023) | 1 384 334 (7 kwietnia 2024)  | (30 marca 2025)                      |
| 6.                   | 3 806 263 (24 lutego 2019)               | 3 138 721 (9 lutego 2020)        | 3 250 218 (7 lutego 2021)    | 2 506 190 (24 kwietnia 2022) | 2 624 082 (5 lutego 2023)    | 1 600 472 (14 kwietnia 2024) | (6 kwietnia 2025)                    |
| 7.                   | 3 431 528 (3 marca 2019)                 | 3 485 253 (16 lutego 2020)       | 3 121 714 (14 lutego 2021)   | 2 128 668 (1 maja 2022)      | 2 439 537 (12 lutego 2023)   | 1 572 999 (21 kwietnia 2024) | (13 kwietnia 2025)                   |
| 8.                   | 3 289 526 (10 marca 2019)                | 3 065 144 (23 lutego 2020)       | 3 202 473 (21 lutego 2021)   | 1 935 403 (3 maja 2022)      | 2 382 971 (19 lutego 2023)   | 1 736 633 (28 kwietnia 2024) | (21 kwietnia 2025)                   |
| 9.                   | 3 383 744 (17 marca 2019)                | 3 288 619 (1 marca 2020)         | 3 455 919 (28 lutego 2021)   | 2 358 045 (8 maja 2022)      | 2 122 414 (26 lutego 2023)   | 1 509 606 (5 maja 2024)      |                                      |
| 10.                  | 3 204 016 (31 marca 2019)                | 3 544 243 (8 marca 2020)         | 3 500 784 (7 marca 2021)     | 2 514 942 (15 maja 2022)     | 2 368 584 (5 marca 2023)     | 1 760 616 (12 maja 2024)     |                                      |
| Specjalny            | bd. (20 kwietnia 2019, wielkanocny nr 1) | bd. (3 sierpnia 2020, epilog nr) | —                            | —                            | —                            | bd.                          | (21 kwietnia 2025, wielkanocny nr 3) |
| Specjalny            | bd. (21 kwietnia 2019, wielkanocny nr 2) | bd. (3 sierpnia 2020, epilog nr) | —                            | —                            | —                            | bd.                          |                                      |
| Średnia Oglądalnosci | 3 503 252                                | 3 310 085                        | 3 243 604                    | 2 351 718                    | 2 370 510                    | 1 605 188                    |                                      |
| Rekord Widzów        |                                          |                                  |                              |                              |                              |                              |                                      |

## Sanatorium of Love
Na podstawie programu telewizyjnego powstał także format telewizyjny Sanatorium of Love.
Turecki dystrybutor Global Agency nabył licencję Sanatorium miłości w lipcu 2019 roku. Do zakupu licencji zainteresowani są producenci z Niemiec, Słowacji, Stanów Zjednoczonych, Kanady, Ukrainy, Wielkiej Brytanii, Hiszpanii oraz Gruzji.

## Nagrody i nominacje
| Rok  | Konkurs                                        | Kategoria                                                  | Rezultat  |
| ---- | ---------------------------------------------- | ---------------------------------------------------------- | --------- |
| 2019 | Media Marketing Polska – Nadawcy               | Najlepsza Produkcja Roku                                   | Wygrana   |
| 2019 | Międzynarodowe targi telewizyjne w Budapeszcie | Najlepszy program rozrywkowy w Europie Środkowo-Wschodniej | Wygrana   |
| 2019 | Pitch & Play Live                              | N/A                                                        | Wygrana   |
| 2020 | Venice TV Award                                | Reality show                                               | Nominacja |
| 2020 | Telekamery 2020                                | Program rozrywkowy                                         | Nominacja |
| 2021 | Telekamery 2021                                | Program rozrywkowy                                         | Nominacja |